# Стохід (заказник, Ковельський район)
Стохі́д — ландшафтний заказник місцевого значення в Україні. Об'єкт розташований на території Ковельського району Волинської області, на схід від сіл Черемошне і Поворськ.
Площа 1572 га. Статус присвоєно згідно з рішенням облради від 10.02.1995 № 3/5. З 2017 року змінилась керівна організація — Волинський військовий лісгосп ДП «Львівський військовий лісокомбінат», а також нумерація лісових кварталів: Черемошнянське лісництво, кв. 5, 13, 20, 21, 28, Поворське лісництво, кв. 6, 11, 18, 25, 33, 43, 47. У 2019 році зі складу ДП «Львівський військовий лісокомбінат» виділено окреме державне піприємство «Волинський військовий лісгосп».
Статус призвоєно для збереження пририродних комплексів частини лівобережної заплави річки Стохід, а також заплавні ліси та лісові насадження на терасах річки.
У лісах зростають вільха чорна (Alnus glutinosa), сосна звичайна (Pinus sylvestris), трапляється плаун річний (Lycopodium annotinum), занесений до Червоної книги України. Територія заказника має статус водно-болотних угідь міжнародного значення, що охороняються Рамсарською конвенцією як середовище існування водоплавних птахів.
Водно-болотяні угіддя заказника слугують для зупинки водоплавних і навколоводних птахів під час міграційних перельотів. Тут мешкають численні види риб, плазунів, ссавців. Щорічно пролітає до 50 тисяч птахів, зокрема гусеподібні (Anseriformes), журавлеподібні (Gruiformes), сивкоподібні (Charadriiformes), горобцеподібні (Passeriformes). Трапляються рідкісні види тварин, що занесені до Червоної книги України та міжнародних природоохоронних списків: махаон (Papilio machaon), деркач (Crex crex), лелека чорний (Ciconia nigra), змієїд (Circaetus gallicus), підорлик малий (Aquila pomarina), глушець (Tetrao urogallus), журавель сірий (Grus grus), пугач звичайний (Bubo bubo), сорокопуд сірий (Lanius excubitor), горностай (Mustela erminea), видра річкова (Lutra lutra).